# Holkaberg och Narbäck
Holkaberg och Narbäck är ett naturreservat i Ödeshögs kommun i Östergötlands län.
Området är naturskyddat sedan 2002 och är 80 hektar stort. Reservatet omfattar en brant mot Vättern och består av  ädellövdominerade betade skogar och övergivna slåtterängar med blandskog i nordväst. Reservatet ansluter till  Klevenbrantens naturreservat i söder.